# Clathroneuria schwarzi
Clathroneuria schwarzi is een insect uit de familie van de mierenleeuwen (Myrmeleontidae), die tot de orde netvleugeligen (Neuroptera) behoort. 
Clathroneuria schwarzi is voor het eerst wetenschappelijk beschreven door Currie in 1903.